# Italienska för nybörjare
Italienska för nybörjare (danska: Italiensk for begyndere) är en dansk-svensk romantisk komedi från 2000 i regi av Lone Scherfig.
Filmen är löst baserad på Maeve Binchys roman När ödets stjärnor faller.

## Handling
Den nyblivne prästen Andreas kommer till en liten dansk stad där han möter fler ensamma människor. Tillsammans börjar de på en nybörjarkurs i italienska.

## Rollista i urval
- Anders W. Berthelsen - Andreas
- Anette Støvelbæk - Olympia
- Peter Gantzler - Jørgen Mortensen
- Ann Eleonora Jørgensen - Karen
- Sara Indrio Jensen - Giulia
- Bent Mejding - pastor Wredmann
- Jesper Christensen - Olympias far
- Rikke Wölck - sjuksköterskan
- Karen-Lise Mynster - Kirsten
- Lene Tiemroth - Karens mor
- Carlo Barsotti - Marcello
- Martin Brygmann - aftonskolläraren